# سازند گدوان
سازند کوه کیوان کورکی یکی از سازندهای زمین‌شناسی گروه خامی در زاگرس با سن آپتین تا آلبین است. بُرش الگوی این سازند در کوه کیوان کورکی در ۴۰ کیلومتری شمال خاوری شیراز (از توابع شهرستان زرقان انتهای رشته کوه بمو) به ضخامت ۱۲۰ متر، شامل تناوبی از شیل‌های خاکستری مایل به زرد یا سبز با میان‌لایه‌های خاکستری از سنگ‌آهک رُسی، دارای خرده صدف است. سازند کوه کیوان کورکی پوش‌سنگ میدان‌های نفتی دورود و فروزان را تشکیل می‌دهد.